# Eureka (Utah)
Eureka é uma cidade localizada no estado norte-americano de Utah, no Condado de Juab.

## Demografia
Segundo o censo norte-americano de 2000, a sua população era de 766 habitantes.
Em 2006, foi estimada uma população de 798, um aumento de 32 (4.2%).

## Geografia
De acordo com o United States Census Bureau tem uma área de
3,8 km², dos quais 3,8 km² cobertos por terra e 0,0 km² cobertos por água. Eureka localiza-se a aproximadamente 2055 m acima do nível do mar.

## Localidades na vizinhança
O diagrama seguinte representa as localidades num raio de 28 km ao redor de Eureka.